# أنطون بانوف
أنطون بانوف (بالمقدونية: Антон Панов)‏ هو كاتب مسرحي وكاتب شمال مقدوني، ولد في 13 أبريل 1906، وتوفي في 1967.